# 史丹·李
史丹·李（1922年12月28日—2018年11月12日），本名為史丹利·馬丁·利伯（英語：Stanley Martin Lieber），是一名猶太裔美國漫畫編輯、演員、製作人、出版人和電視名人，亦是前漫威漫畫的負責人兼董事長。
史丹與傑克·科比和史蒂夫·迪特科等漫畫家一起創作了蜘蛛人、驚奇4超人、X戰警、復仇者聯盟、鋼鐵人、浩克、雷神索爾、夜魔俠、奇異博士等知名漫威漫畫角色。他的漫畫作品都包含着複雜而深刻自然的人性化人物角色和一個能與人類完全共用的世界。史丹的成就亦已經成為了美國文化裡非常重要的一部分，他被譽為“漫威之父”。史丹帶頭對抗漫畫產業的審查機構漫畫準則管理局，促使其改變部分政策。史丹亦著手領導漫威漫畫公司從某出版社的一個小部門轉型為一個大型多媒體股份有限公司。
鑒於史丹在漫畫領域的傑出貢獻，他在1994年被列入艾斯納名人堂（Will Eisner Comic Book Hall of Fame）。

## 早年生活
史丹·李在1922年12月28日出生于一个从罗马尼亚移民到美國纽约的犹太裔家庭。史丹童年時的家庭經濟很贫困，一家四口只能生活在一個很小的房子内，所以他只能跟比他小9岁的弟弟拉里·李伯一同睡在一张床上，而他的父母也只能睡在一张折叠的沙发椅上。史丹·李在其自传《Excelsior!: The Amazing Life of Stan Lee》中描述说：印象中母亲的大多数时间都待在厨房或者在打扫简陋的房间，父亲也经常失业，家里没有钱买足够的食物，有时候甚至没钱交房租而不得不频繁地搬家，父母经常在家中争吵。他希望父母彼此能够给予对方更多的爱，就像他们给他和弟弟的爱一样。在艰难的日子中，阅读书籍支撑著他熬过艰苦的生活，而这同时也改变了他的一生。在史丹·李七岁的时候，美国的股市崩盘，由于家庭经济困难，母亲也希望他能快点毕业，于是他在学校中总是年龄最小的，常被同学们排斥在外。在书籍和电影中，他找到一个奇幻、冒险而精彩的世界，这在某种程度上可以緩和與冷漠的现实的落差，埃羅爾·弗林创造的虛構超級英雄给了他巨大的影响。從那个时候開始他就开始写一些小故事来激励自己，并为故事中的角色創造出一些性格，不知不觉地创造出了他的最初的漫画作品。史丹在纽约布鲁克林区的德维特·克林顿中学（DeWitt Clinton High School）完成了高中课程，这是一所创立于1897年的公立中学。在校期间，史丹通过做一些类似送三明治外卖、预售报刊、在服装公司當杂工或者在百老汇當引座员的兼职工作以赚取一些零花钱。虽然生活窘迫，但他是一个疯狂的阅读者并且狂热地爱好写作，總是在梦想自己能写出美国最伟大的小说。史丹·李曾經为全国结核病中心（National Tuberculosis Center）写通讯稿，亦为当地的美联社写過讣闻，这是他最喜欢的兼职工作。1939年，他在16歲高中毕业後，进入了漫威漫画公司工作。年少时的生活经历可能给了他的创作巨大的影响，史丹·李创作的每一个超级英雄本來都是非常平凡的人，甚至是一些不受人欢迎的“宅男”，这些人物都是他自己人生的影子。

## 事業

### 早期职业生涯
在舅舅罗比·所罗门（Robbie Solomon）的帮助下，史丹·李成为了口袋杂志和漫画出版商马丁·古德曼（Martin Goodman）的公司新成立部门「及时漫画」（Timely Comics）的助理。及时漫画就是在1960年代成立的漫威漫画的前身。李的堂姐简（Jean）是古德曼的妻子，借助这层关系，及时漫画的编辑乔·西蒙（Joe Simon）正式雇佣了他。
最初他的工作比较单调。李在2009年時回忆，“那时候，漫画家要用钢笔沾墨水，而我的工作就是确保这些墨水池是满的，我会下去给他们拿午餐、做校对工作和为他们削好铅笔”。 儿时怀着作家梦的他這時却画起了漫画。他在《美国队长》第三卷（1941年8月刊）上以笔名“史丹·李”发表了一篇名为“美国队长挫败叛徒的复仇”("Captain America Foils the Traitor's Revenge")的漫画。多年后，他将史丹·李这个笔名作为他正式名字使用。后来在其自传中，李透露他原本打算用他的教名作為笔名，诸多消息渠道也证实了这一点。
在与古德曼发生争吵后，西蒙（Simon）和他的那位富有创造力的伙伴杰克·克比于1941年末离开了及时漫画。于是，30岁的出版商古德曼正式任命當時還不满19岁的李成为及时漫画的见习编辑。李在漫画行业展现出的才华使他在那个时期的大部分时间里担任着公司的漫画分部的主编和艺术总监的职务，一直到1972年，他接替古德曼成了出版社的总编。

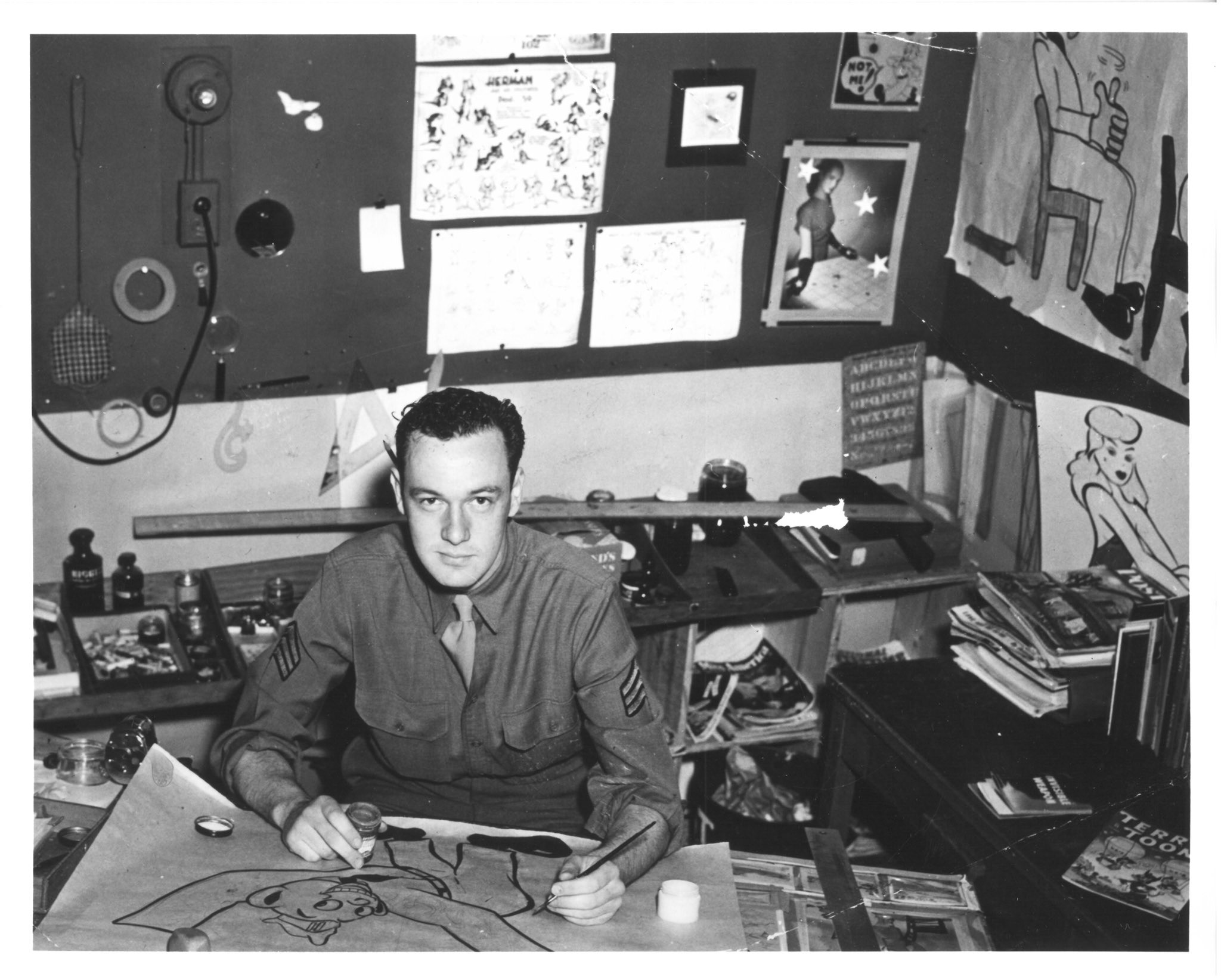
服役期间的斯坦·李

1942年，李应征进入美国陆军，成为一名在本土服役的陆军通信兵。他的主要工作就是编手册、做幻灯片和写标语，偶尔也會画一点卡通。李说他的兵种是“剧作者”，他还开玩笑说在美国陆军中只有9个人能拥有这样的头衔。曾推出了很多幽默故事和搞笑动物漫画的及时漫画的动画漫画部总编文森特·法格（Vincent Fago）在李服役的期间代理了他的工作，直到李在1945年服役归来。李后来住在曼哈顿西九十区的一個租来的褐砂石房屋的顶层。
1947年11月5号，李和乔恩·克莱顿·布科克（Joan Clayton Boocock）结婚。1949年，这对夫妇在纽约长岛的西吴德米尔（West Woodmill）百老汇1084号买了一個二层三居室的房子，他们在那房子一直住到1952年。在1951年，这对夫妇的女儿乔恩·塞拉·李（Joan Celia Lee）誕生。不幸的是，在1953年，另一个孩子琼·李（Jon Lee）却在出生后三天便夭折了。在那时候，李还在纽约休利特港长岛镇的理查德街226号买了一间房子，在1952年到1980年，李和家人一直住在那里，就连和他的漫画家团队变革漫画界的六十年代也不例外。
在阿特拉斯漫画公司（Atlas Comics）逐渐为人们所知的1950年代中期，李创作了大量文艺类型的漫画故事，题材包括浪漫、西方人、幽默、科学幻想、中世纪冒险、恐怖和悬疑等类型。1950年代末，李渐渐对他一直从事的漫画创作失去了兴趣，打算不再画漫画了。

### 漫威革命
在漫画的白银时代剛開始時，DC漫画公司的编辑朱利厄斯·斯瓦特（Julius Schwart）复兴了超级英雄题材的漫画故事，他的升级版漫画“闪电侠”以及后来的超级英雄团队“美国正义联盟”发表后获得了极大的成功。
李采纳了这个建议，由主要是画给儿童的那些理想型英雄转而赋予了这些超级英雄们人性的缺陷。在此之前，大部分的超级英雄是极其理想且完美的，並没有任何严重和长期的缺陷。李引入了复杂而贴近現實中的人类的角色，他们有坏脾气，又有些忧郁和虚荣心；他们之间常常发生小吵闹，担心和朋友出去吃饭会由自己买单，担心自己的漂亮女友，有时候会变得很无聊，甚至偶尔会得一些小病。
李聯同漫画家傑克·科比创作的第一个超级英雄系列是驚奇4超人（Fantastic Four）並迅速走红，此外，李還與与科比合作創造了浩克、鋼鐵人、雷神索爾和X战警；与比尔·艾佛利特（Bill Everett）合作创造了夜魔侠；還与史蒂夫·迪特科（Steve Ditko）合作创造了奇異博士以及漫威漫画最成功的角色蜘蛛人，这些角色存在于所有的平行宇宙。
1960年代，漫画历史学家皮特·桑德森（Peter Sanderson）在写到：DC漫畫公司和那些大型好莱坞工作室是一样的：1950年代后期和1960年代初期，DC漫畫重塑超级英雄的光辉形象后，在1960年代末期又进入了创造力的干涸期。那时漫画有一群新的观众，而不仅只是传统上读漫画的小孩子。就像法国的新浪潮一样，1960年代的漫威漫畫公司创造了自己的道路。漫威开创了創作漫画故事的新方法，叙述了更加严肃的主题，同时还保持和增加了青年阅读者数量，并扩宽了除青年之外的阅读人群。另外，在这些新一代的读者中，不仅包括那些想用漫威开创的新方式来创作漫画故事的人，也包括希望将漫威引领的创造性推向更远边界的人。
李的漫威漫画革命延伸到了角色和故事脉络之外：漫画不仅赢得了读者的首肯，而且建立起了读者和漫画家相互共存的概念。李会在每个故事的展示页加上一张卡片，上面不仅有写作者和漫画家的名字，而且还有印刷人和书写员的名字。漫威公司的员工和即将发布的故事情节的定期新闻都会以友好轻松的写作方式被放在Bullpen公告页面上。
在整个1960年代，以多次编写更新的漫威系列漫画为旗帜，李引领了漫画创作的艺术导向。他调整了字母页，编写了“斯坦的肥皂盒子”（Stan’s Soapbox）这个每月专栏，以及写了很多没有结局的推广副本，同时还以自己的标志短语“精益求精！”（Excelsior！）来签售（这同时也是纽约州的箴言）。为了合理分配工作负担，又同时能赶上截稿日期，李采用了一种之前很多漫画工作室都用过的工作程序，但由于李用的更成功，这套系统也以漫画创作的“漫威法”（"Marvel Method"）或“漫威风格”（"Marvel style"）为人们所知。通常，李会和漫画家们一起进行一场头脑风暴，然后会准备一个大纲而不是一个完整的剧本。基于这个大纲，漫画家们会画出板对板的故事叙述方式来填充上分配好的数字页。在画师们进入铅笔页的阶段，李就会写对话泡泡和标题，然后就会检查字体和颜色。实际上，画师们是共同策划者，李是在他们共同的草稿上开始创作的。
由于这种系统的作用，李漫画中著作权的分配是受争议的，特别是在克比和迪特科画的漫画例子上。李分别与克比和迪特克在神奇四侠和蜘蛛侠的系列专题片上成为共同著作权人。
在1971年，李对漫画的审查制度的改革起到了间接影响作用。美国健康教育和福利委员会曾经提议写一个关于吸毒危害性的漫画故事，李在“不可思议的蜘蛛人”第96-98卷（封面日期是1971年五月至7月）上构思了三期的辅助情节，其中，「蜘蛛人」彼得·帕克的好友变成了一個瘾君子。而漫画准则管理局拒绝该书的发表，因为故事里有对吸毒抢劫的描写；他们认为这些反对毒品的内容和整个故事是不相关的。通过与古德曼的合作以及古德曼对他的信任，李觉得政府的提议是对他的信任，他未经官方许可就直接出版了那个故事。漫画大卖，漫威漫画也赢得了关注社会事业的赞扬。漫画准则管理局随后放宽了对毒品的负面描写的规定，也包括其他方面的限制。
李还支持用漫画故事刻画对现实世界进行社会评价的某种标准，这通常是和种族以及偏见有关。“斯坦的肥皂盒子”除了推出将发行的漫画故事这个项目外，还会发表一些关于种族歧视，偏执和偏见等议题。

### 后期职业生涯
后来，李成了漫威漫画公司的标志和公共形象。他出席全美的漫画会议，在大学演讲，出席专业的研讨会等。李在纽约考特勒街（Cutler Lane）拥有一套度假用的房子。1975年到1980年间，他还在曼哈顿西六十三街220号的14楼购有一套两居室套间。1981年他搬去加州发展漫威公司的电视和电影产业。他是漫威公司改编电影和其他电影的执行导演，同时还客串了一些小角色。他和妻子在加州西好莱坞买了一套先前属于喜剧演员杰克·本尼（Jack Benny）和电台主播唐·威尔逊（Don Wilson）的房屋。李曾经在很短一段时期里还是漫威公司的董事会主席，但他很快就卸任了，依旧做他的总编。因为他发现作为董事会主席需要处理太多的关于数字和金融的问题，并不怎么涉及他所热爱的漫画创作。
1998年，皮特·保尔（Peter Paul）和李开了一个基于互联网的超级英雄创作、生产和营销的工作室——斯坦李传媒。这家公司后来拥有165名雇员并上市，但在2000年末，调查员发现保尔和公司员工史蒂芬·戈登（Stephan Gordon）涉嫌非法操纵股票交易。2001年2月，斯坦李传媒申请了的破产保护。保尔也被从巴西引渡到了美国，保尔辩称在斯坦李传媒的股票交易中并未违反相关法案。李本人未牵涉到这起案件中。
21世纪初，李为DC漫画做的第一件工作就是开启了“纯想象”系列漫画，李重新构思了DC的超级英雄们，包括超人，蝙蝠侠，女超人，以及闪电侠。
在2001年，李，吉尔·查普逊（Gill Champion）和亚瑟·莱伯曼（Arthur Lieberman）创办了POW娱乐公司，该公司主营业务是开发电影、电视剧和电脑游戏。李还为Spike电视创作了淫秽的动画超级英雄系列片——脱衣舞演员。2004年8月，李宣布将在 Komikwerks.com网开启“斯坦李星期天漫画”（Stan Lee's Sunday Comics）栏目。如果注册成为这个网站的月会员，就可以每个星期免费获得一期更新的漫画和“斯坦李肥皂盒”。2006年2月15号起，这个专栏就在不断在更新中。
2006年，漫威公司为庆祝與李的65週年发行了一系列的单集漫画，讲述李与自己创作的漫画人物相遇和接触的故事，包括蜘蛛人，奇怪博士，末日博士等。
在2007年3月15日，斯坦李传媒的新主席，吉姆·纳斯菲尔德（Jim Nesfield）控告漫威娱乐赔偿50亿美元，他声称这个公司是李为漫威漫画所创作的作品的共同著作权人。2007年7月9号，斯坦李传媒起诉了李和他的新公司，POW!娱乐。
2008年，李为政治类书籍 《Stan Lee Presents Election Daze: What Are They Really Saying?》创作了一些幽默标题。同年四月，在纽约Con漫画公司，Viz传媒宣布，李将会和来自于集英社（Shueisha）公司的漫画家武井宏之共同创作日本漫画《机巧童子》。同月，布莱顿·帕特纳（Brighton Partners）公司和莱因马特动画公司（Rainmaker）宣布与POW公司建立合作关系，并将联手创作系列电影《第五军团》。也是在同月，维京漫画公司（Virgin）宣布，李将会为其公司创作一系列超级英雄漫画。同时他还会参与由小说《英雄》改编的电视剧的创作。他还为由大厦防火安全顾问丹·古德温（Dan Goodwin）所作的2010非科幻小说电子书备忘录《摩天大厦人》写了序言，丹·古德温曾经扮成蜘蛛侠爬摩天大楼。
2009年，他和日本公司骨块公司（Bones）创作了该公司第一部日本漫画《英雄人》，在恩尼克斯 Enix）的《月刊少年GANGAN》杂志上连载。2010年四月，这本漫画被改编成了动画片。
2010年10月，李的SLG娱乐公司和保卫者娱乐传媒（Guardian）在“防卫工程”合作为全国曲棍球联盟作了超级英雄吉祥物。
2011年8月，李宣布支持“老鹰出生”（Eagle Initial）计划，这项计划旨在寻找漫画界有潜力的新人。
2011年，李写了一部实景音乐剧《阴阳道之战》。10月，李宣布他将和1821年漫画公司合作为孩子们创作《斯坦李的儿童宇宙》，他说这项行动填补了面向儿童漫画的空缺。同时李还将和1821漫画公司合作创作由作家马克思沃克和画家SkanSrisuwan创作的未来小说《罗密欧和朱丽叶：战争》的漫画。
2012年，李宣布他和科密卡兹博览会（Comikaze）创始人、CEO雷吉纳·卡皮纳利（Regina Carpinelli）的合作关系。科密卡兹博览会是洛杉矶最大的漫画博览会，后来重命名为由POW！娱乐赞助的斯坦·李&科密卡兹博览会（Stan·Lee& Comikaze）。

## 辭世
2018年11月12日19时，史丹李在加州洛杉矶突发脑溢血因病送医不治辞世，享耆壽95岁。

## 慈善工作
斯坦·李在2010年创建了斯坦·李基金会，旨在为全国的文学、教育和艺术提供帮助。在1988至2001之间，斯坦·李多次将部分个人财产捐赠给美国怀俄明大学（University of Wyoming）。

## 榮譽與獎項
由于斯坦·李在漫画领域的杰出贡献，他在1994年获得了的威尔艾斯纳漫画杰出名人奖（Will Eisner Comic Book Hall of Fame），艾斯纳奖在漫画产业被誉为漫画产业的奥斯卡。在2011年获得艾斯纳奖的英雄创造者终身成就奖（The Hero Initiative Lifetime Achievement Award）。在1995年获得了哈维奖（Harvey Award）的希望艾斯纳杰出名人（The Will Eisner Award Hall of Fame）。2008年11月17日，斯坦·李获得了美国国家艺术勋章，这一奖项是美国政府给与艺术家和艺术赞助人的最高荣誉奖项，布什总统亲自为斯坦·李颁奖。美国长滩市宣布2009年10月2日为斯坦·李日。洛杉矶也宣布2009年10月2日为斯坦·李日。这一天斯坦·李的漫画迷装扮成他作品中的角色来庆祝。斯坦·李获得2009年尖叫奖的最佳动画奖。斯坦·李化身蜘蛛侠，乘坐气球从天而降来领奖，引来无数尖叫。2011年1月4日，斯坦·李添星星光大道，成为第2428位在好莱坞星光大道留名的明星。2012年1月21日，美国制片人工会授予斯坦·李先锋奖。斯坦·李说，他非常感激工会授予他这样一个奖项，他非常希望继续把漫画故事拓展进入数字领域。斯坦·李在2012年获得第10届視覺特效學會年度奖项的终身成就奖。

## 其他媒體

### 奇幻表演
史丹·李和他的合作者杰克·科比（Jack Kirby）出现在惊奇四侠中（1963年1月），第一次亮相是在小说神奇的宇宙中 。这两个人被描述得和他们在现实生活中差不多，基于神奇四侠历险的经历创作连环画小说。
在What If第11章中科比后来塑造的是他自己，而斯坦·李则是执行制片人索尔·布罗德斯基（Sol Brodsky），斯坦·李的秘书福罗·斯滕伯格（Flo Steinberg）则被塑造成超级英雄。如果漫威布尔本（Bullpen）成为神奇四侠会怎么样？在这部戏中斯坦·李扮演的是奇幻先生（Mister Fantastic）的角色。
斯坦·李还出现在大量的神奇系列的小品中，以许多角色呈现在观众面前，并且在1972年7月的Sgt. Fury and his HowlingCommandos的第100章中主持了一个老兵聚会活动。
斯坦·李还以无名氏的身份在《复仇者系列》第一部中卢克·凯基（Luke Cage）和杰斯卡·乔恩思（Jessica Jones）的婚礼上客串神父。他在《铁胆侠》第二季第八章中在卡伦·佩吉（Karen Page）的葬礼上向她致以敬意，并出现在1977年6月的《惊奇蜘蛛侠》的第一季第169章中。
在漫威的1997年7月的《快速闪回》剧情中，Lee戴着一个大礼帽扮演一位马戏团团长，介绍传奇角色们在成为大英雄之前的一些传闻逸事，在漫威系列中是特别的“-1”版。斯坦·李的马戏团团长的描述是来自于Generation X 17章（1996年7月），这个角色讲述了一个发生在废弃的马戏团的故事。尽管这个故事本身是斯科特·洛黛尔（Scott Lobdell）写的，但是是通过斯坦·李写的马戏团团长斯坦（Stan）讲述出来，这章中的这个角色由克雷斯·巴佳罗（Chris Bachalo）画出来的。
斯坦·李给自己取名为斯坦雷·莱波尔（Stanley Lieber），短暂地出现在保尔·马门特（Paul Malmont） 2006小说The Chinatown Death Cloud Peri中。
斯坦·李和其他的连环画作家出现在米歇尔·查本（Michael Chabon）2000年的小说关于连环画产业The Amazing Adventures of Kavalier and Clay的479页上。斯坦·李和其他作家在他们的作业注释页上也欠查本一个人情。
在Truth：Red, White, and Black的最后一页中，斯坦·李站在一群庆祝者的中间，出现在布拉德利（Bradley）家的一张真实的照片中。
在Stan Lee Meets Superheros中，斯坦·李写道，他能接触到一些自己创作的并且很喜欢的角色。

### 電影與電視劇
史丹·李第一次在螢幕上出鏡是1989年的電視電影《無敵浩克的審判》。其后，史丹·李在很多影片中都有出鏡，但大多扮演一些園丁、巴士司機等小角色。史丹·李還挺在乎自己的演出的。一次，在接受採訪时，他抱怨《蜘蛛俠》的導演把他可以露脸的近鏡頭都剪掉了，只剩下一个让人看不清面目的遠鏡頭。史丹·李露脸的鏡頭主要有如下：
- 電視劇《菜鳥新移民》(FreshofftheBoat)中，在第三季第21集結尾客串自己，黃家三兄弟想要參加超級英雄漫畫徵選，最後以家庭成員為藍本，虎媽潔西卡成了有超能力的「舌燦蓮花女」，組成了超級英雄家庭一起打擊犯罪，史丹李在本集最後驚喜出現4秒飾演他自己，稱讚這本漫畫是他一直在尋找的劇情。
- 电视电影《无敌浩克的审判（英语：The Trial of the Incredible Hulk）》（1989）中，史丹·李饰演审判戴维·班纳博士陪审团的主事陪审员。这是史丹·李在影視作品中的首次亮相。
- 电视剧《超異能英雄HEROES》第一季第十六集客串公车司机。
- 电影《耍酷一族》中，史丹·李在逛購物商場時被主角布朗迪·布魯斯打量一番，還跟對方握手。
- 电影《變種特攻》中，史丹·李饰演一位在沙滩上兜售热狗的攤販，並恰好撞见从磁电机中逃出来全身赤裸的参议员凯利。
- 电影《蜘蛛人》中，在蜘蛛侠与绿恶魔的第一次战斗，史丹·李把一个小女孩从塌陷的废墟中推出去。他在DVD的删减镜头中还有更多亮相，扮演一位试图将一副「就像蜘蛛侠戴的那样」的太阳镜卖给皮特·帕克。
- 电影《夜魔俠》中，麦特·默多克制止史丹·李过马路从而避免他被公车撞倒。
- 电影中，史丹·李与原浩克飾演者罗·菲利格纳作为布鲁斯·班纳实验室的保安并肩而行。这出现在电影较早的镜头中，是他第一次在以他创作的角色为蓝本的电影中饰演有台詞的角色。在该电影发行的DVD删减镜头中，史丹·李有另一次亮相，他说:「看，蜘蛛侠偷了小孩的旅遊鞋」。
- 电影《蜘蛛人2》中，八爪博士搶銀行挾持梅嬸爬大樓，有塊瓦礫落下要砸到一名女性，史丹·李拉她一把。
- 电影《驚奇4超人》中，史丹·李第一次饰演一个他为动画片所创作的角色「威利·兰普」，就是当驚奇4超人进入巴克斯特大楼时与他们打招呼的邮件搬运工。
- 电影《變種特攻：兩極爭霸》中，在20年前发生的开放场景中，史丹·李和克雷斯·克莱蒙多饰演琴·格雷的邻居。「橡胶小子」史丹·李正在用软管灌溉草坪时，琴通过心灵感应使水从软管倒流入空气中。
- 电影《蜘蛛人3》中，史丹·李扮演一个「时代广场的伙计」的角色。他并临皮特·帕克而立，他们都在阅读一份关于蜘蛛侠的公告。他对皮特·帕克说:「你明白的，我猜有人能与众不同」。接着皮特·帕克来句口头禅：「真是份厚礼！」。
- 电影《神奇4俠：銀魔現身》中，史丹·李以其本来面目出现在里德·理查德和苏珊·斯坦姆的第一次婚礼现场，卻因为没有在婚礼賓客名单上而被保安请走。
- 动画《终极蜘蛛侠》系列中，以斯坦李为原型的彼得帕克学校的扫地大爷多次出现，斯坦李也为其配音，为常用角色。
- 電影《蜘蛛人：驚奇再起》中，曾於蜘蛛人和蜥蜴人打鬥的場景（學校某處圖書室）中出現。
- 電視劇《生活大爆炸》第三季第16集中，扮演Sheldon Cooper的偶像STAN LEE。
- 電影《蜘蛛人驚奇再起2：電光之戰》中，在畢業典禮上飾演一名嘉賓，並說:「嘿！我認識那傢伙（指彼得·帕克）」。
- 2014年迪士尼電影動畫中，弗雷德家中全家福畫內出現，他在演員列表後隱藏片尾才登場，以動畫演出配音方式出現，身份是富家子漫畫宅男弗雷德的父親费雷德里克·费雷德里克森三世。之后于迪士尼频道所播出的延伸动画剧集中再度客串（從颳風雪的雪山上對阿費等人視訊對話）。
- 電視劇《夜魔俠》第一季最後一集，警察局大廳櫃台裡掛著史丹李的大頭照（看似得了優良警察獎）。
- 電影《惡棍英雄：死侍》中，在女主角工作的酒吧，飾演一名DJ。
- 電影《X戰警：天啟》中，飾演一位阿公，跟著妻子(也是其妻子喬恩·李本人)觀看天空變化。
- 电影《羅根》放映前的贴片短片《死侍：好心沒好報》中，饰演一名赞叹死侍的路人，但被死侍认出是斯坦李本人并让其闭嘴。
- 动画《漫威未來 - 復仇者聯盟（日语：マーベル フューチャー・アベンジャーズ）》第13集中，綠惡魔穿著反浩克裝甲並且把賣熱狗的快餐車連人帶車舉起，史丹·李是車裡的攤販。
- 電影 《猛毒》中，在安妮家附近遛狗的老人，猛毒覺得他的狗會好吃。此為史丹·李生前最後一部已上映的客串電影。
- 電影《無敵破壞王2：網路大暴走》動畫中，史丹·李造型人在迪士尼網站行走。
- 電影《飛哥與小佛:漫威英雄任務（英语：Phineas and Ferb: Mission Marvel）》《Phineas and Ferb: Mission Marvel》中飾演被英雄們戰鬥而打擾到的路邊熱狗攤老闆。
- 電影《蜘蛛人：新宇宙》動畫中，史丹·李造型人演一個蜘蛛人商品店老闆，並說商品既出概不退貨；影片最後記念史丹李。
- 电影《死侍2：我爱我家》（PG-13版本）中，在电影最后有斯坦·李在《死侍：好心沒好報》中的表演花絮和采访镜头作为纪念他的内容。
- 電影 《猛毒2：血蜘蛛》中，猛毒向雜貨店老闆陳太太用中文打招呼之後附近有紀念史丹·李的雜誌（預告版則是猛毒推了一下）。

#### 漫威电影宇宙
- 電影《钢铁侠》中，史丹·李与三位金发女郎出现在节日派对上，托尼·史塔克把他误认为是休·海夫纳。在这部电影的戏剧版中，史塔克简单地称呼李为「休」，没看他的脸就走了过去。另一个版本是，史塔克發現他認錯人了，但是史丹·李说:「不要緊，別人老是把我跟他搞混。」
- 電影《无敌浩克》中，史丹·李扮演一位不小心喝下一罐混有布鲁斯·班纳血液飲料的倒霉鬼，这导致了班纳博士在巴西瓶子工厂藏身之处的发现。
- 電影《钢铁侠2》中，在史達科技展上，史丹·李穿着吊带背心、红色上衣，打着紫色领带。托尼·史塔克称呼他为「賴瑞·金(Larry King)」。
- 電影《雷神索爾》中，史丹·李混在围观雷神之锤墜落現場的人群中。他卸下他的皮卡车尾箱挡板，试图用鐵鍊把雷神之锤从土里拉出，但鐵鍊卻把車斗扯下來，引來圍觀群眾的嘲笑。
- 電影《美国队长》中，史丹·李饰演一位二战的美國將領。当美国队长在颁奖台下面排队时，一个人走上台告诉颁奖人，罗杰斯队长不来参加典礼了。将军把这个人误认为是罗杰斯队长，並表示「我以為他會更高一点。」2011年4月，史丹·李说，漫威动画电影公司为我在美国队长中升了级，对话比原计划多出一个词。
- 電影《復仇者聯盟》中，史丹·李扮演一位被媒体采访的民眾，媒体詢問他关于复仇者抗击奇塔瑞人袭击曼哈顿的看法。史丹·李扮演的角色回答:「纽约有超級英雄？少來了」，然后转身和同伴繼續下棋去。他也出现在删减剧情中，在看到一个服务员和史蒂文·罗杰斯调情后，史丹·李扮演的角色告诉他:「跟她要電話号码啊，白痴。」
- 電影《钢铁侠3》中，在一場選美比賽擔任評審拿起10分牌。
- 電影《雷神索爾2：黑暗世界》中，在精神病院等艾瑞克"教完課"並要求還他鞋子。
- 電視劇《神盾局特工》的第一季第13集中，史丹·李扮演一位由兩位美女相伴的火車乘客。當時菲爾·考森與潔瑪·西蒙以偽裝身份在火車上進行作秘密追蹤行動。考森與西蒙分別偽裝成不負責任的父親以及對其抱有怨恨的女兒，史丹·李扮演的角色安慰了西蒙後開始斥責考森：「至於你，現在就是你改過的機會，何不好好抓住這個機會！」。
- 電影《美國隊長2：酷寒戰士》中，在美國隊長的歷史博物館裡擔任保安警衛，在發現展示中的美國隊長舊制服被竊時說：「完了，我要被開除了。」
- 電影《星際異攻隊》中，當火箭浣熊和格魯特進行臉部掃描時，意外發現某個「色老頭」在橋上把外星妹。
- 電視劇《卡特探員》第4集中，扮演一位在路旁看著報紙光顧擦鞋工的顧客。並在看完手上那份報紙後，向在旁同為顧客的霍华德·史塔克借閱其報紙。說道：「嘿，我可否借閱你的體育版？謝謝！」
- 電影《復仇者聯盟2：奧創紀元》中，在東尼於「復仇者大廈」中的宴會上，聽索爾介紹阿斯嘉德酒一滴就醉。他不信邪拿去喝了，馬上醉得不省人事，被人扛了出去。
- 電影《蟻人》中，在最後路易的描述中，他飾演一名酒保。
- 電影《美國隊長3：英雄內戰》中，飾演一名聯邦快遞的送貨員，送貨時不小心把東尼·史塔克的姓氏念錯，他唸成東尼·史坦克。
- 電影《奇異博士》中，飾演一名公車乘客在車內閱讀著阿道斯·赫胥黎的《The Doors of Perception（英语：The Doors of Perception）》一書，並說：「這本書太有趣了」。
- 電影《星際異攻隊2》中，飾演觀察者們的線人，並交代曾在地球上當過快遞送貨員(也就是美國隊長3裡的橋段。是為了因應粉絲長久以來認為李飾演的其實都是同一個角色的理論，並追加這樣的設定。)在片尾片段中，說完故事後的他要求觀察者們帶他回家。
- 電影《蜘蛛人：返校日》中，彼得阻止一個偷車，弄警報器大響，從窗戶探頭出來並大罵彼得與問候鄰居。另外有删减剧情中，有竊賊偷取電視機被蜘蛛人制止，然後看電視播NBA球賽說到：「只是看球賽。」趕緊離去，史丹·李路過目擊並說：「我認識那傢伙。」
- 電影《雷神索爾3：諸神黃昏》中，飾演薩卡星的理髮師，右手是有多功能的機械義肢，並用它將索爾的長髮剪掉。
- 電視劇《離家童盟》的第一季第六集中，史丹·李飾演一名司機。
- 電影《黑豹》中，飾演一位賭徒，黑豹贏得籌碼但轉身離開後對艾爾佛特聲稱帝查拉的籌碼是自己的。
- 電影《復仇者聯盟3：無限之戰》中，客串了一名校車司機，載著蜘蛛人和同學們校外教學，並在一陣騷動後說：「吼，小屁孩們，是沒看過太空船嗎？」
- 電影《蟻人與黃蜂女》中，準備開車時，車子被黃蜂女縮小後，懷疑自己的眼睛。
- 電影《驚奇隊長》中，「驚奇隊長」卡蘿·丹佛斯在電車中尋找偽裝成人的史克魯爾人時，客串一名正在阅读《耍酷一族》剧本的乘客；该电影也是斯坦·李最早以自己的身份参演的电影。此外电影开始时的漫威影业的标志也改为致敬斯坦·李的特别版本。
- 電影《復仇者聯盟：終局之戰》中，在1970年在軍營外飆車，並大喊：「不要戰爭，寧願做愛」（Make love, not war），本片也是史丹·李的遺作及於漫威電影宇宙最後登場的作品。

#### DC動畫電影
- 電影《電影少年悍將GO！》中，在少年悍將潛入好萊塢片場時客串，經助理提醒才發覺跑錯棚；之後少年悍將在片場被洗腦的DC超級英雄追殺時，又跳出來亂入。

### 遊戲
- 《漫威英雄 Online》：史丹·李在遊戲中以NPC角色登場，有時會提供玩家協助。
- 《蜘蛛俠》：斯坦·李在游戏中以快餐店厨师角色出场，自述彼得和MJ是他最喜欢的情侣。

## 個人生活

### 爱好
斯坦·李喜欢阅读，他欣赏的作者有美国恐怖小说家史蒂芬·金，英国科幻小说家赫伯特·乔治·威尔斯，美国小说家马克·吐温，英国侦探小说家阿瑟·柯南·道尔，英国作家莎士比亚，英国作家查尔斯·狄更斯，美国科幻小说大师哈兰·艾里森。
斯坦·李还是李小龙的影迷，在自己的事业上也极大地受到李小龙电影的影响。他说“李小龙是没有变装的超级英雄，超能力就是他灵活的身手和他前所未见的格斗方式，我很肯定没有李小龙，那些漫画就没法完成，它们或多或少都来自李小龙的電影，因为李小龙让西方人了解格斗术。”

### 家庭
1947年12月5日与乔恩·李（Joan Lee）结婚。太太乔恩·李曾是一位演员，1996-98年间参演过12集的电视版Spider-Man。他的女儿乔恩·希拉·李（Joan Celia J.C. Lee）是一位模特。他和妻子在1953年还生下过另外一个女儿，可是这个女孩在出生不久后夭折了。乔恩·李在2017年7月初因中风入院，在美国时间7月6日于洛杉矶去世。

### 政治
作为一名忠诚的民主党人，斯坦·李对克林顿夫妇以及爱德华·肯尼迪参议员都有过大笔的政治献金。他曾在接受采访时表示，如果民主党候选人奥巴马当选美国第44届总统，那么他将力争让黑人演员威尔·史密斯做《美國隊長》的主角。

## 紀念
2020年7月29日，澳洲联邦科学与工业研究组织公布过去一年发现多达165种新物种命名，其中一种属食虫虻的苍蝇物种以斯坦·李的英文名「Stan Lee fly」命名，原因是苍蝇的黑眼睛和白皙的胡须与斯坦·李相似，借此向他致敬。

## 作品

### 原作
- Amazing Spider-Man
- Fantastic Four
- X-Men
- IRON MAN
- HULK
- Daredevil
- Doctor Strange
- Avengers
- Silver Surfer
- Sgt Fury
- Solar Man
- Ravage2099
- HEROMAN

## 扩展阅读
- McLaughlin, Jeff (编). . Jackson, Mississippi: University Press of Mississippi. 2007. ISBN 978-1-57806-985-9.
- Ro, Ronin. . Bloomsbury USA. 2005 [first published 2004]. ISBN 978-1-58234-566-6.
- Jordan, Raphael; Spurgeon, Tom. . Chicago Review Press. 2003. ISBN 978-1-55652-506-3.